# Tripolium
Tripolium là một chi thực vật có hoa trong họ Cúc (Asteraceae).

## Loài
Chi Tripolium gồm các loài: